# Huisorde van Sint Petrus

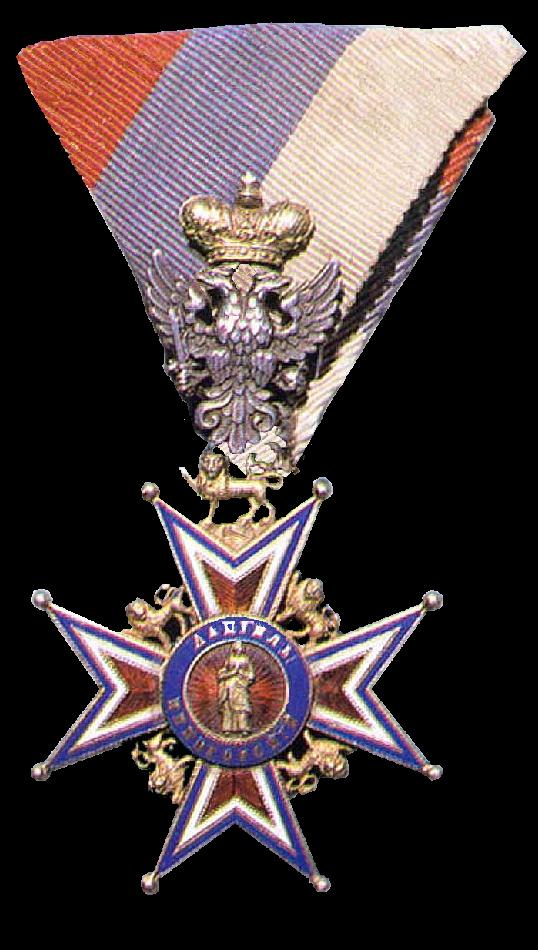
De Sint Petrus orde van Montenegro.

De "Familie-orde van de Heilige Petrus", ook "Huisorde van Sint Petrus" (Montenegrijns: Орден Светог Петра, Orden Svetog Petra) genoemd, was een Huisorde van de montenegrijnse Dynastie Petrović - Njegosch.
De Orde werd rond 1870 door de vorst en latere koning van Montenegro, Nikolaas I. gesticht als herinnering aan zijn oom en voorganger Danilo II en eert ook de Vladika (de erfelijke orthodoxe vorst-bisschoppen van Cetinje waarvan Nikolaas I afstamde), en Peter I. Petrowić-Njegosch von Cetinje, die Montenegro 48 Jaar regeerde en de onafhankelijkheid van het land op de Turken bevocht.
De Orde was een ridderkruis en werd in een enkele graad verleend. Het juweel van de orde was een wit geëmailleerd Maltezer kruis met een rode rand. In de armen van het kruis bevonden zich gouden leeuwen. Het medaillon toont de maagd Maria op een rode achtergrond met daaromheen een blauwe band met de tekst "Danilo Crnogorski" (Danilo van Montenegro) in cyrillisch schrift. De keerzijde vertoont het jaartal "1852-3", het jaar van de Montenegrijnse onafhankelijkheid, en de tekst "Voor de onafhankelijkheid van Montenegro". Boven de bovenste arm van het kruis bevond zich nog een vijfde gouden leeuw met daarboven, op het lint, de zilveren dubbele en gekroonde adelaar van Montenegro. De kroon daarboven was van goud. De orde werd aan een in een driehoek opgemaakt lint in de kleuren rood, wit en blauw gedragen.
De Orde werd alleen aan leden van de regerende dynastie en hun kinderen en daarnaast ook aan vreemde staatshoofden verleend. Tsaar Alexander II, Nikolaas' Schoonzoons Peter I van Servië en Victor Emanuel III van Italië droegen de orde. Ook Alexander I van Joegoslavië, die zijn grootvader van moederskant in 1918 afzette en Montenegro annexeerde was met deze Huisorde gedecoreerd.

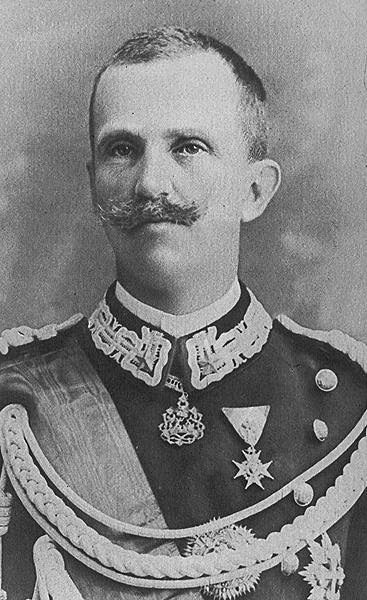
Victor Emanuel III draagt op deze foto het driehoekige lint van de Orde.

Na de dood van koning Nikolaas in 1921 werd de Orde jarenlang niet meer verleend.
In 2006 verklaarde Montenegro zich onafhankelijk en keerde de koninklijke familie, het huis Petrović-Njegoš, weer terug naar de zwarte bergen. De huidige troonpretendent, de in 1944 geboren Z.K.H. Nicolaas van Montenegro, is Grootmeester. Zijn vier zusters zijn dames van de orde.
De huidige ridders en dames dragen, naar Britse trant, de letters OStP achter hun naam.
De verbannen of afgezette Europese vorsten verlenen elkaar talrijke ridderorden. Prins Nicolaas draagt Portugese, Savoyaanse en Napolitaanse ridderorden. Op zijn beurt benoemde hij andere pretendenten in zijn ridderorden. 
De huidige leden van de Orde van Sint-Peter van Cetinj
- H.K.H. Kroonprinses Francine van Montenegro
- Z.K.H. Kroonprins Boris, Groothertog van Grahavo en Zeta
- H.K.H. Prinses Altinaï van Montenegro
- H.M.Em.H. Fra' Andrew Bertie, Prins en Grootmeester van de Souvereine Militaire Orde van Sint-Jan van Jeruzalem, Rhodos en Malta
- Z.K.H. Prins Nicholaas van Rusland
- Z.K.H. Prins Dimitri van Rusland
- Z.K.H. Vittorio Emanuele, Prins van Naples
- H.K.H. Marina, Prinses van Napels
- Z.K.H. Emanuele Filiberto, Prins van Venetië
- John Gvozdenovic Kennedy, de Grootkanselier van de orde.

Kruisen in deze orde zijn bijzonder zeldzaam.